# Pique (gemmage)
Pour les articles homonymes, voir Pique.

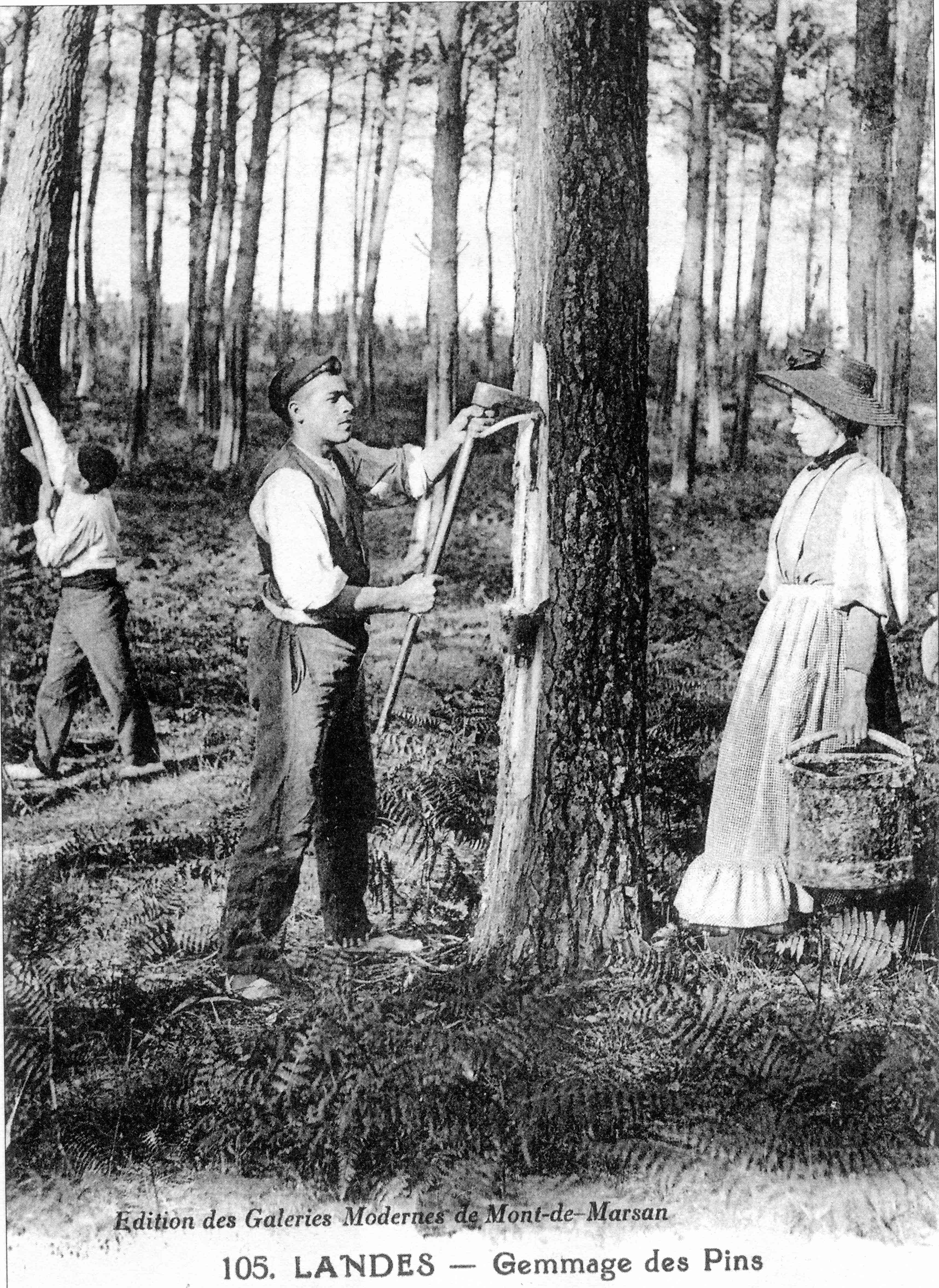
Pique pratiquée par un résinier

La pique est l'incision faite périodiquement en haut de la care par les résiniers (gemmeurs) des Landes de Gascogne. C'est la principale activité qui occupe les gemmeurs lors de la campagne de gemmage.

## Présentation
La pique est une action récurrente du gemmeur. La première de l'année se fait vers la mi-mars.
Elle consiste à entretenir la care, c'est-à-dire entailler de nouveau le pin maritime grâce à un outil spécifique (hapchot, rasclet ou rainette suivant la hauteur et le type de procédé utilisé) pour raviver la blessure et assurer un débit de résine suffisant.
Afin que la résine coule régulièrement, il faut rafraîchir les cares toutes les semaines en progressant de quelques centimètres vers le haut à chaque pique. Les copeaux qui tombent sont appelés des galips et sont gardés pour allumer le feu.
Pour les cares de première année, on entaille l’arbre juste au-dessus du crampon, pour celles de deuxième, troisième, quatrième année et plus, on poursuit l’entaille de l’année précédente. La profondeur de la care ne doit pas excéder 1 cm.
La care est une blessure verticale, résultant des multiples piques ayant sectionnées les canaux conducteurs de la sève élaborée du pin. Pour réagir à cette agression, l'arbre sécrète la gemme (ou résine) destinée à la cicatrisation. Au bout d'une semaine, la cicatrisation s'opère et les canaux se referment. Afin d'assurer un débit régulier de la gemme, le résinier pratique donc la pique, et agrandit la care de quelques centimètres sur sa partie supérieure en blessant à nouveau l'arbre.
Lors du « gemmage activé », pratiqué des années 1950 jusqu'au début des années 1990, la quantité de résine produite par le pin est accélérée et augmentée en pulvérisant de l'acide sulfurique sur la plaie au moment des piques.
La pratique de la pique a depuis cessé avec la disparition du gemmage dans les Landes de Gascogne, au début des années 1990.

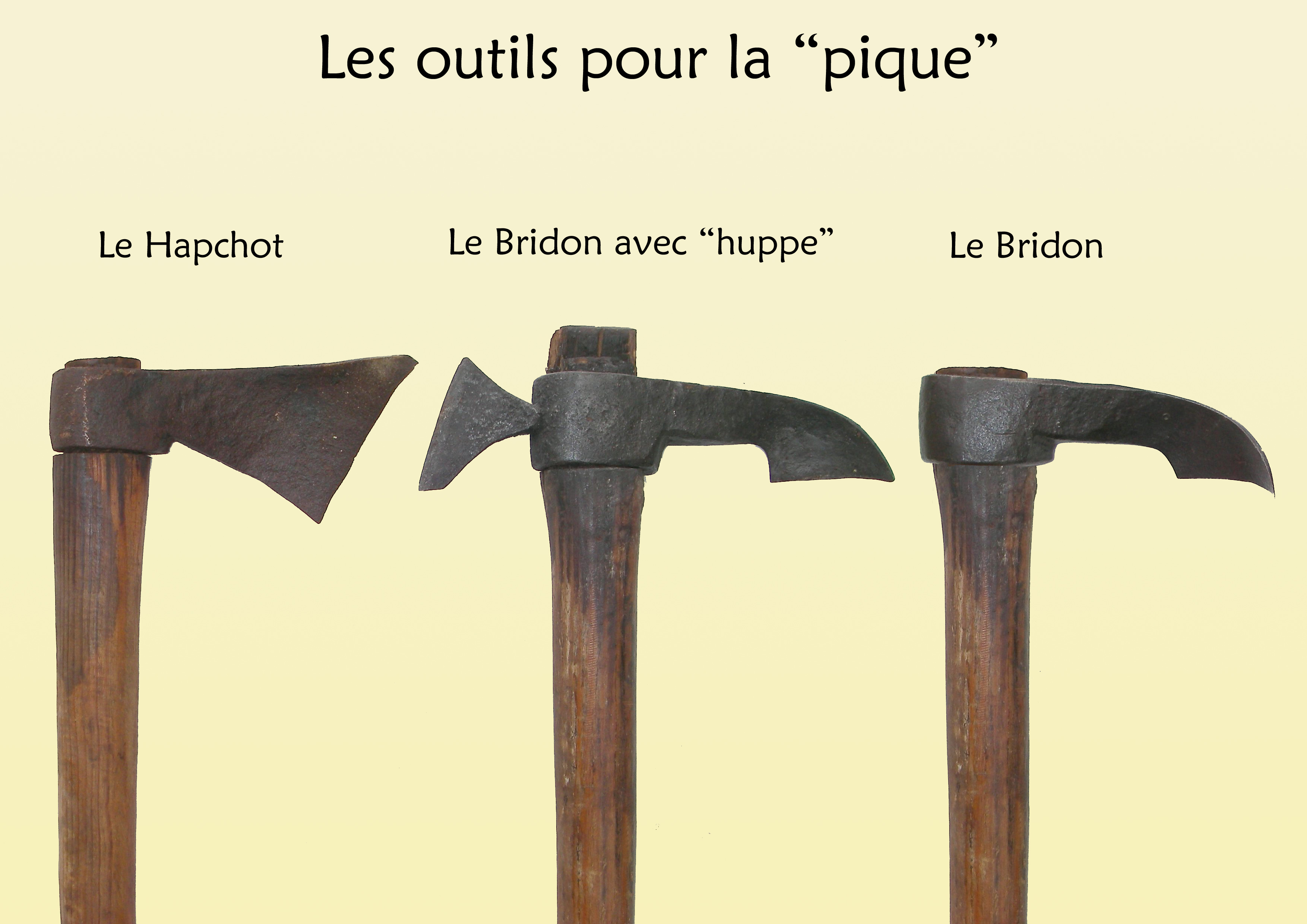
Outils de la pique
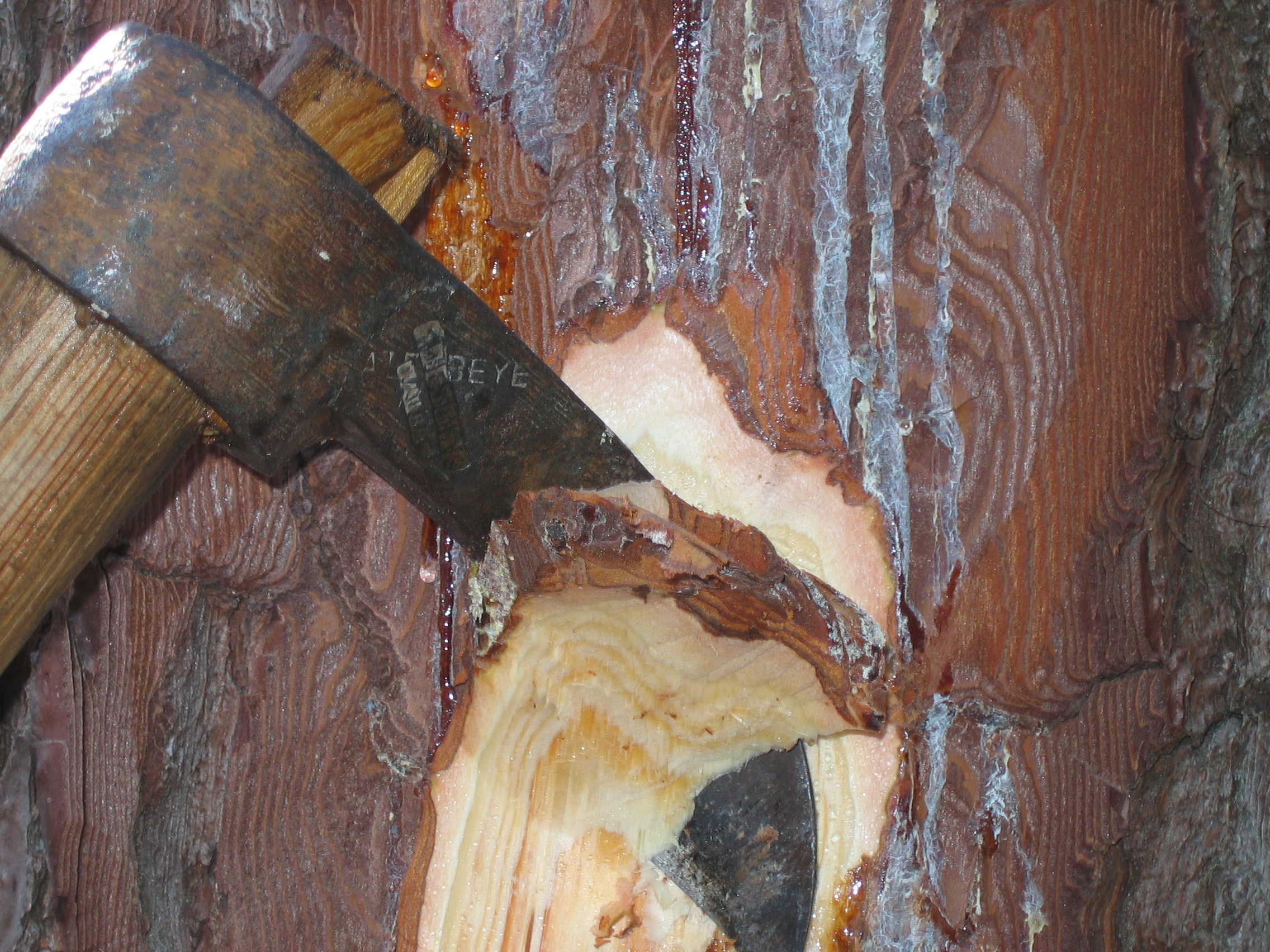
Incision